# 埃蒂韦
埃蒂韦（法語：Étivey，法語發音：[etivɛ]）是法国勃艮第-弗朗什-孔泰大区约讷省的一个市镇，属于阿瓦隆区。

## 地理
埃蒂韦（47°40'40"N, 4°8'38"E）面积28.02 平方千米，位于法国勃艮第-弗朗什-孔泰大區约讷省，该省份为法国中北部内陆省份，西接卢瓦雷省，西北接塞纳-马恩省，南至涅夫勒省，东临科多尔省，东北与奥布省接壤。
与埃蒂韦接壤的市镇（或旧市镇、城区）包括：维利耶莱欧、阿尔芒松河畔艾西、比耶里莱贝勒方丹、沙泰勒热拉尔、尼伊、帕西伊、阿尔芒松河畔佩里尼、萨里。

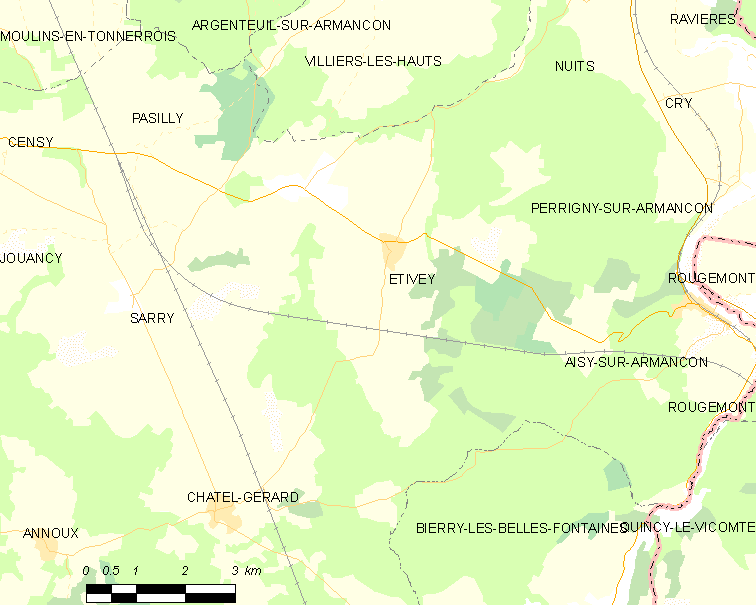
埃蒂韦的OSM定位图

埃蒂韦的时区为UTC+01:00、UTC+02:00（夏令时）。

## 行政
埃蒂韦的邮政编码为89310，INSEE市镇编码为89161。

## 政治
埃蒂韦所属的省级选区为沙布利县。

## 人口

1962-2008年间埃蒂韦人口变化图示

埃蒂韦于2022年1月1日时的人口数量为186人。